# Katrin Wendland
Pour les articles homonymes, voir Wendland (homonymie).
Katrin Wendland, née le 18 juillet 1970 à Berlin, est une mathématicienne et physicienne mathématique allemande. 
Elle est professeure à l'Université de Fribourg-en-Brisgau. Elle s'intéresse aux aspects géométriques de la théorie des cordes.

## Carrière
Wendland a obtenu un diplôme en mathématiques de l'Université de Bonn en 1996 sous la direction de Werner Müller (de), avec un travail sur Ray-Singer Analytic Torsion, Quillenmetric and Regularized Determinantsi, puis un Ph. D. en physique de l'Université de Bonn, en 2000, sous la direction de Werner Nahm (de). Après avoir été chargée de cours puis maître de conférences à l'Université de Warwick de 2002 à 2006, elle est retournée en Allemagne en tant que professeure à l'Université d'Augsbourg, où elle est titulaire de la chaire d'analyse et de géométrie. Elle s'installe à Fribourg en 2011.

## Prix et distinctions
En 2009, Wendland a reçu du gouvernement de Bavière la Médaille pour mérites spéciaux pour la Bavière dans une Europe unie. En 2010, elle est conférencière invitée au Congrès international des mathématiciens à Hyderabad, avec un exposé intitulé On the geometry of singularities in quantum field theories. 
En 2009 elle est au Présidium de la Deutsche Mathematiker-Vereinigung. Elle est également membre de la London Mathematical Society. En 2009 elle reçoit une Starting Independent Researcher Grant de l'European Research Council pour ses recherches en géométrie topologique et théorie quantique des champs.
En 2012, elle devient l'une des premiers fellows de l'American Mathematical Society. Elle est élue à l'Académie des sciences et des lettres de Mayence en 2013. En 2018, elle est lauréate de la Conférence Gauss.

## Publications
- Bridgeland stability conditions in algebra, geometry and physics
- chiral de Rham complex of tori and orbifolds
- Extremal Kähler metrics and Ray-Singer analytic torsion
- Facettenreiche Mathematik Einblicke in die moderne mathematische Forschung für alle, die mehr von Mathematik verstehen wollen, Katrin Wendland, Annette Werner (Éditeur), Vieweg/Teubner 2011
- avec Ron Y. Donagi (éd) :From Hodge theory to integrability and TQFT tt*-geometry International workshop from TQFT to tt* and integrability, May 25-29, 2007, Université d'Augsburg, Allemagne
- Hitchin and calabi-yau integrable systems
- Moduli spaces of unitary conformal field theories
- On superconformal field theories associated to very attractive quartics, in Pierre Cartier et alii Frontiers in Number Theory, Physics and Geometry, n° 2, Springer Verlag 2007, Arxiv
- avec Daniel Roggenkamp: Decoding the geometry of conformal field theories, Proc. 7. Internat. Workshop Lie theory and its applications to physics, Varna, Bulgarie, 2008, Arxiv
- Orbifold Constructions of K3: A Link between Conformal Field Theory and Geometry, Proc. Workshop Mathematical Aspects of Orbifold String Theory, Madison, Wisconsin 2001
- avec Werner Nahm: Mirror Symmetry on Kummer Type K3 Surfaces, Communications in Mathematical Physics, n°243, 2003, pp 557-582, Arxiv